# Antoinette d'Amboise
Antoinette d'Amboise, née en 1495 et morte en 1552, est la fille de Guy d'Amboise (fils cadet de Charles Ier), seigneur de Ravel, et de Françoise Dauphine de l'Espinasse de Jaligny. 
Mariée trois fois :
- Avant 1507, à Jacques d'Amboise, son cousin, seigneur de Bussy qui meurt en 1515 (bataille de Marignan).
- Le 24 octobre 1518, à Antoine de La Rochefoucauld, seigneur de Barbezieux, sénéchal de Guyenne (décédé à Naples le 15 août 1528).
- Le 4 août 1536, à Louis de Luxembourg-Brienne, comte de Roussy (décédé en 1571).

Elle eut de son second mariage huit enfants, dont Marie de La Rochefoucauld, abbesse du Paraclet.
Elle recueillit un temps son cousin le poète Michel d'Amboise, fils naturel de son oncle Charles II d'Amboise, et, après la mort de sa tante Catherine d'Amboise elle hérita, à son tour, de tous les biens de la famille d'Amboise (Meillant, Chaumont, Lignières, Le Pondix, Charenton, Ravel, Chandeuil, Thévé, Rezay, Jaligny, Vendeuvre, Saint-Ilpize, Meymont, Enuzat, Vaulx, Limaigne d'Auvergne, etc.), qu'elle transmit dans la famille de la Rochefoucauld.

## Sources
- Le château de Chaumont-sur-Loire par Louis-Auguste Bosseboeuf p.229
- Préface apologétique des Lettres d'Héloise et d'Abélard par François d'Amboise. (1616)
- Alban de Moisai, Vie de Michel d'Amboise- Ed. Les sentiers du livre - Nantes (2013)